# 二溴氯甲烷
二溴氯甲烷是一种有机化合物，具有分子式CHBr2Cl。该化合物属于三卤甲烷。 
二溴氯甲烷曾经用于阻燃剂和化工中间体。现该化合物只用于实验室试剂。